# Siobhan McCrohan
Siobhan McCrohan (29 de junio de 1987) es una deportista irlandesa que compite en remo. Ganó dos medallas en el Campeonato Mundial de Remo, en los años 2023 y 2024, ambas en la prueba de scull individual ligero.

## Palmarés internacional
| Campeonato Mundial | Campeonato Mundial      | Campeonato Mundial | Campeonato Mundial      |
| Año                | Lugar                   | Medalla            | Prueba                  |
| ------------------ | ----------------------- | ------------------ | ----------------------- |
| 2023               | Belgrado (Serbia)       | Medalla de oro     | Scull individual ligero |
| 2024               | St. Catharines (Canadá) | Medalla de bronce  | Scull individual ligero |